# Apothekenwesen in Hessen-Darmstadt
Die Geschichte des Apothekenwesens in Hessen-Darmstadt ist ein Teil der Pharmaziegeschichte Deutschlands, bezogen auf das Großherzogtum Hessen und die Landgrafschaft Hessen-Darmstadt.

## Allgemeines
Das Heilige Römische Reich bestand aus einer Vielzahl von souveränen Territorien. Entsprechend kleinteilig entwickelte sich auch das Apothekenwesen. Eine Vielzahl von Medizinal- oder Apothekerordnungen und Preisregelungen entstanden, die jeweils nur für einzelne Territorien galten.

## Geschichte

### Die erste Apotheke in Hessen-Darmstadt
In der Landgrafschaft Hessen-Darmstadt ist der erste dokumentierte Rechnung für Arzneien in den Kameralakten des Jahres 1569 zu finden. Eine Apothekerin mit Namen Judith verwaltete demnach für ein Jahresgehalt von 5 Gulden und freier Kost und Logis eine kleine Hausapotheke des landgräflichen Hofes und erwarb hierzu Medikamente aus Frankfurter Apotheken, vor allem den „Guldenen Hirschen“ und dem „Weißen Schwan“.
Am 1. Mai 1574 nahm der Apotheker Johann Kohl als beamteter Apotheker mit einem Jahresgehalt von 20 Gulden seinen Dienst auf. Nach dessen Tod am 7. Juli 1584 wurden für einige Jahre wieder Apothekerinnen urkundlich genannt: 1584 die Apothekerin „Mergen“, 1587 „Marie Stadin“ und ab 1587 „Margarethe Denerin“. Spätestens 1589 war Jacob Zösch Apotheker. Das Gehalt des fürstlichen Apothekers Zösch betrug 1598 24 Gulden jährlich. Gleichzeitig waren bis 1617 nach den Kameralrechnungen auch noch Apothekerinnen tätig. Nach dem Tode von Jacob Zösch 1612 übernahm dessen Sohn Georg die Apotheke, der ebenfalls 24 Gulden jährlich erhalten sollte. Ab 1624 hatte Georg Zösch Räume im Rathaus gemietet und war auch als Stadtapotheker tätig. 1629 trat mit Johann Peter Renner ein zweiter Apotheker auf. Während Renner als Hofapotheker bezeichnet wurde, blieb Zösch Stadtapotheker. Unabhängig von der Bezeichnung war die Tätigkeit am Hofe nur eine Nebenbeschäftigung, wie das niedrige Gehalt zeigt.
Die lange Reihe der Darmstädter Hofapotheker lässt sich aus den Kameralakten und den Aufzeichnungen der Kirchenbücher ziemlich lückenlos wiederherstellen. Schon den ersten dieser Hofapothekenleiter, Johann Kohl (gest. 1584), ebenso wie seine beiden unmittelbaren Nachfolger Johann und Georg Zoesch, finden wir in den Akten und Kirchenbüchern bald als „Hofapotheker“, bald als „Apotheker dahier in der Stadt“ oder „Stadtapotheker“, ja mitunter sogar als „Hof- und Stadt-Apotheker“ bezeichnet. Es kann somit als zweifellos gelten, dass schon Johann Kohl, dem Gehalt und Wirkungskreis im Hofdienst nicht vollauf genügt haben mochten, sich durch Errichtung der ersten öffentlichen Apotheke (Stadtapotheke) in der Darmstadt, der heutigen Einhorn-Apotheke, ein weiteres Arbeitsfeld erschloss und reichere Einnahmen sicherte. Die Stadtapotheke wurde nun von ihm für eigene Rechnung, die Schloßapotheke für Rechnung des Landgrafen, bzw. der landgräflichen Hofhaltung geleitet.
Derselbe Vorgang wiederholte sich mehrere Dezennien später, als der Hofapotheker Joh. Samuel Böckler 1654 die zweite Darmstädter Stadtapotheke, die nunmehrige Engel-Apotheke, ins Leben rief, ohne deshalb die Leitung der Hofapotheke aufzugeben; denn Böckler wird auch im Jahre 1659 in seiner Eigenschaft als Hofapotheker noch ausdrücklich genannt.
Für die Entwicklung des Apothekerwesens in Hessen-Darmstadt ist der landgräfliche Hofarzt Joachim Strupp wesentlich, in dessen Schriften auch die Rolle des Apothekers beschrieben ist.

### Medizinalordnung von 1639
Philipp der Großmütige hatte am 9. März 1564 eine Apothekenordnung erlassen, die nach dessen Tod auch in der Landgrafschaft Hessen-Darmstadt weiter galt. Regelungen über Apotheker enthielten auch die Reichspolizeyordnungen von 1548 und 1577.
1639 bestanden in der ganzen Landgrafschaft (einschließlich der Hofapotheken) zwei Apotheken in Darmstadt und drei in Gießen. Ende 1639 erließ der Landgraf eine Medizinalordnung, in der unter anderem die Regelungen für Apotheken zusammengefasst waren. Es sind keine Exemplare mehr vorhanden, so dass keine Aussagen über konkrete Regelungen getroffen werden können.

### Medizinalordnung von 1669
Am 3. November 1669 erließ der Landgraf die erste heute noch erhaltene Medizinalordnung „zu Erhaltung der Edelen menschlichen Gesundheit/als welche unter irdischen Guethern das hoechste Kleinod ist“. Der zweite Abschnitt der Medizinalordnung behandelt das Apothekenwesen. Sie enthielt kein Dispensierverbot für Ärzte und war diesbezüglich für ihre Zeit eher rückständig. Die weiteren Regelungen entsprachen anderen zeitgenössischen Medizinalordnungen: Apotheker sollten vereidigt werden, Apotheker mussten eine Prüfung beim Leibmedicus in Darmstadt oder beim Dekan der medizinischen Fakultät der Universität Gießen ablegen, einmal jährlich sollte eine Revision der Apotheken erfolgen. Apotheker durften nur Rezepte zugelassener Ärzte (also keiner „Empyrico und Winkel-Artzt/Apotheckern/Barbierern/Badern/Scharpffrichtern oder sonstigen Stimplern“) umsetzen, ohne dass ihnen das Recht des quid pro quo zustand. Simplicia sollten zur rechten Zeit gesammelt und an trockenem Ort, rein und sauber aufbewahrt werden. Die Preise für Arzneimittel sollten sich nach der Frankfurter Taxe richten. Im Gegenzug wurde Krämern und Händlern verboten, mit apothekenpflichtigen Stoffen zu handeln.

### Weitere Entwicklung
Um Verbesserungsmöglichkeiten der Medizinalordnung zu erheben, ließ der Landgraf die Ordnung durch die Darmstädter Leibmedici Dr. Johann Eberhard Schleiermacher, Dr. Johann Christoph Herdt und Dr. Albert Christoph Geilfuß begutachten. Deren Stellungnahme vom 27. Oktober 1699 enthielt aber keine Änderungsvorschläge, sondern die Klage, dass die Ordnung schlicht nicht befolgt würde. Am 26. November 1713 wurde der Dekan der medizinischen Fakultät der Universität Gießen Justus Friedericus Dillenius beauftragt, eine Inventarliste der von den Apotheken vorzuhaltenden Simplicia und Composita aufzustellen. Im Jahr 1727 wurde eine neue Medizinalordnung erlassen, die jedoch mit der von 1669 weitgehend übereinstimmte. Insbesondere das weiterhin bestehende Dispensierrecht der Ärzte führte zu einem intensiven Handel mit Geheimmitteln und zu einer Blüte des Pfuscherwesens. Grund für diese Regelung war die weiterhin sehr geringe Versorgung mit Apotheken in der Landgrafschaft. 1727 bestanden in der ganzen Provinz Starkenburg nur drei Apotheken, nämlich drei in Darmstadt, eine in Groß-Gerau und eine in Groß-Umstadt. Im weiteren Verlauf des 18. Jahrhunderts wurden eine Reihe von Einzelvorschriften gegen das Pfuscherwesen und zur Arzneimittelversorgung der Armen erlassen, die Medizinalordnung selbst blieb jedoch bestehen. 1801 machte der Landgraf das Führen eines amtlichen Arzneibuches zur Pflicht.

### Regelungen im Großherzogtum Hessen
Mit Erlass vom 7. Dezember 1805 wurde die Eidesformel für Apotheker, Provisoren und Gesellen erneuert. Die Formel beschreibt in 15 Punkten die wichtigsten Pflichten des Apothekers. 1805 wurde erstmals eine hessische Taxe für Arzneimittel für das landgräfliche Militär verabschiedet, 1811 die „Grosherzoglich Hessische Arzney-Taxe, nebst Instruction für die Apotheker des Fürstenthums Starkenburg“. In 34 Paragraphen wurden in dieser Apothenebetriebsordnung die Regelungen für Apotheken beschrieben. Eine umfassende Medizinalordnung wurde im Jahr 1822 erlassen, am 12. Mai 1832 eine neue Arzneimitteltaxe verordnet. Nach verschiedenen Einzelregelungen wurde 1861 eine neue Medizinalordnung erlassen, die 1897 in der „Verordnung über die Errichtung und den Betrieb der Apotheken des Großherzogtums“ erweitert wurde.

## Die Rechtsstellung des Apothekers
In der Regel verliehen die hessischen Landgrafen die Konzession zum Betrieb einer Apotheke als vererbliche Personalkonzession. Nach dem Erwerb der neuen Gebiete nach dem Reichsdeputationshauptschluss 1803 erhielten die Apotheker eine Bestätigung ihrer bestehenden Rechte durch den neuen Landesherren. So bestanden im Großherzogtum Realkonzessionen und Personalkonzessionen mit verschiedenen Mischformen nebeneinander. Teilweise (wie in Seligenstadt) waren mit der Konzession auch Exklusivrechte verbunden.
Wie auch in anderen Ländern wurde auch im Großherzogtum Hessen die Frage der Niederlassungsfreiheit von Apothekern diskutiert. Artikel 29 des hessischen Gesetzes über die gleichmäßige Besteuerung der Gewerbe im Großherzogtum Hessen regelte, dass keine neuen Realkonzessionen mehr vergeben werden durften. Aber erst nach der Märzrevolution wurde mit Gesetz vom 30. Juli 1848 die bestehenden Exklusivkonzessionen aufgehoben. Intensiv wurde die Frage der Vererbbarkeit und Veräußerlichkeit von Apothekenkonzessionen diskutiert. Ein Ausschreiben des Großherzoglichen Innenministeriums vom 29. März 1851 regelte, dass die Rechte der Realkonzessionäre unverändert bleiben, die bestehenden persönlichen Konzessionen grundsätzlich mit dem Tod des Apothekers enden. Ausnahmen waren eine Vererbung an Söhne, die bis zum 25. Lebensjahr die Qualifikation eines Apothekers erworben hatten (oder Töchter die bis zum 25. Lebensjahr einen solchen Apotheker heirateten) und die Witwe die die Apotheke durch einen Provisor verwalten lassen konnte, bis die Kinder 25 Jahre alt sind. Heiratete die Witwe einen Apotheker, so konnte dieser als Provisor bis zum Tode der Witwe die Apotheke führen. Eine Veräußerung der Apothekenkonzession sollte für künftige Konzessionen unmöglich sein. Bei bestehenden Konzessionen war ein Verkauf möglich, sofern der Apotheker die Konzession selbst nicht unentgeltlich erhalten hatte. Mit Ausschreiben des Großherzoglichen Innenministeriums vom 21. Mai 1860 wurde diese Regelung auch auf deren Rechtsnachfolger ausgedehnt. Es entstand so eine kleine Zahl von frei handelbaren Apothekenkonzessionen, die gewöhnlich für Preise von 6 bis 7 Bruttojahresumsätzen gehandelt wurde. Dies waren erhebliche Beträge. So wurde 1902 die Apotheke in Groß-Gerau für 300.000 Goldmark verkauft. Die wenigen Lizenzen, die an den Staat zurückfielen, wurden an diejenigen Apotheker im Großherzogtum neu vergeben, die die größte Qualifikation und die längste Wartedauer aufwiesen.

### Die Gemeindeapotheke
Das bestehende System der Apothekenkonzessionierung führte dazu, dass lediglich sehr wohlhabende Apotheker oder Apotheker in einem hohen Alter (in der Regel gingen die freien Konzessionen an Apotheker im Alter zwischen 50 und 60 Jahren) Konzessionen erwerben konnten. Weiterhin bestanden Apotheken fast ausschließlich in den Städten. Im Gegensatz beispielsweise zum Apothekenwesen in Nassau war die Landbevölkerung im Hessen-Darmstadt nur schlecht mit Medikamenten versorgt. Mit Bekanntmachung des Großherzoglichen Ministeriums des Inneren und der Justiz vom 15. Mai 1885 wurde daher als neue Konzessionsform die Gemeindeapotheke eingeführt. Im Ministerium war Apothekenreferent Obermedizinalrat Dr. Uloth maßgeblicher Initiator dieser Regelung.
Bei diesem Modell konnten Gemeinden oder Landkreise die Konzession zum Betrieb einer Apotheke erhalten. Die von den Gebietskörperschaften eingerichteten Apotheken wurden dann von ihnen an einen ausgebildeten Apotheker verpachtet. Hierdurch konnten auch Apotheker mit geringem Kapital Apotheken pachten. Im Gegenzug mussten (von der Gemeinde festgelegte) Pachtbeträge gezahlt werden, die in Städten üblicherweise 8 bis 12 % des Umsatzes ausmachten. Auf dem Land wurden niedrigere Pachtzinsen verlangt, dennoch wurde der Pachtzins üblicherweise so hoch angesetzt, dass sich die Gemeindeapotheker schlechter stellten als diejenigen mit Personalkonzessionen. Eine wichtige Komponente hierbei war die Alters- und Witwenversorgung, die im System der Personalkonzessionen automatisch gelöst war, während die Gemeindeapotheker eine eigene Altersversorgung ansparen mussten.
Unter Uloth wurde keine Gemeindeapotheke konzessioniert. Erst sein Nachfolger, Krausser (1894–1903) wandelte drei Filialapotheken in Gemeindeapotheken um und konzessionierte vier neue. Dessen Nachfolger, Georg Heyl (1903–1931), vergab keine Personalkonzessionen mehr, sondern nutzte ausschließlich das Instrument der Gemeindeapotheke.

## Apothekerkammer
Mit Verfügung vom 28. Dezember 1876 wurde geregelt „In jeder Provinz kann sich … aus in der Provinz wohnenden Apothekenbesitzern und Apothekenverwaltern ein pharmazeutischer Provinzialverein bilden.“ Die Aufgaben dieser Vereine wurden mit Verordnung vom 5. Dezember 1903 erweitert. Mit Gesetz vom 24. April 1923 wurde eine Apothekerkammer errichtet.

## Die ältesten Apotheken
Die folgende Liste stellt die ältesten Apotheken der Landgrafschaft bzw. des Großherzogtums dar. Die Gründungsjahre stellen das Jahr der ersten urkundlichen Erwähnung dar. Gerade bei den älteren Apotheken ist dies meist nicht die Erteilung eines Apotheken-Privilegs, sondern urkundliche Erwähnungen, aus denen sich die Existenz einer Apotheke ableiten lässt.
| Bild                                                                       | Ort                                         | Name                                                              | Herrschaft vor 1803              | Gründung | Anmerkung |   |
| -------------------------------------------------------------------------- | ------------------------------------------- | ----------------------------------------------------------------- | -------------------------------- | -------- | --- | - |
| 0                                                                          | Darmstadt                                   | Hof-Apotheke (später Löwen-Apotheke)                              | Landgrafschaft Hessen-Darmstadt  | 1569     | Die heute in Darmstadt bestehende Löwen-Apotheke ist eine 1975 erfolgte Neugründung und steht in keinem Zusammenhang mit der alten Hof-Apotheke | 0 |
| Einhorn-Apotheke Darmstadt ca. 1900 in der Kirchstrasse an der Stadtkirche | Darmstadt                                   | Einhorn-Apotheke, Erste öffentliche „Stadt-Apotheke“ in Darmstadt | Landgrafschaft Hessen-Darmstadt  | 1570     | Die Stadtapotheke wurde erst später in Einhorn-Apotheke umbenannt zur Unterscheidung von der 2. Stadtapotheke, der heutigen Engel-Apotheke      | 0 |
|                                                                            | Darmstadt                                   | Engel-Apotheke                                                    | Landgrafschaft Hessen-Darmstadt  | 1654     | Eigentümer war unter anderem Friedrich Jacob Merck                                                                                              |   |
| 0                                                                          | Darmstadt                                   | Hirsch-Apotheke                                                   | Landgrafschaft Hessen-Darmstadt  | 1730     | Die Hirsch-Apotheke wurde 2007 geschlossen |   |
| 0                                                                          | Darmstadt                                   | Adler-Apotheke                                                    | Landgrafschaft Hessen-Darmstadt  | 1844     | 0 |   |
| 0                                                                          | Darmstadt                                   | Fuchs'sche Apotheke                                               | Landgrafschaft Hessen-Darmstadt  | 1881     | 0 |   |
| 0                                                                          | Bessungen                                   | Bessunger Apotheke                                                | Landgrafschaft Hessen-Darmstadt  | 1872     | 0 |   |
| 0                                                                          | Groß-Gerau                                  | Rathaus-Apotheke (Groß-Gerau)                                     | Landgrafschaft Hessen-Darmstadt  | 1701     | 0 |   |
| 0                                                                          | Kürnbach                                    | Kürnbacher Apotheke                                               | Landgrafschaft Hessen-Darmstadt  | 1733     | 0 |   |
| 0                                                                          | Zwingenberg                                 | Zwingenberger Apotheke                                            | Landgrafschaft Hessen-Darmstadt  | 1782     | 0 |   |
| 0                                                                          | Reinheim                                    | Engel-Apotheke                                                    | Landgrafschaft Hessen-Darmstadt  | 1786     | Eigentümer war unter anderem Julius Scriba |   |
| 0                                                                          | Gernsheim                                   | Sankt Hildegardis Apotheke                                        | Kurmainz                         | um 1700  | 0 |   |
| 0                                                                          | Bensheim                                    | Apotheke am Markt                                                 | Kurmainz                         | 1563     | 0 |   |
| 0                                                                          | Dieburg                                     | Apotheke in der Dieburger Altstadt                                | Kurmainz                         | 1680     | 0 |   |
| 0                                                                          | Seligenstadt                                | Stadt-Apotheke                                                    | Kurmainz                         | 1747     | 0 |   |
| 0                                                                          | Michelstadt                                 | Rats-Apotheke                                                     | Erbach-Fürstenau                 | 1551     | 0 |   |
| 0                                                                          | Erbach                                      | Hof-Apotheke                                                      | Erbach-Erbach                    | 1777     | 0 |   |
| 0                                                                          | Neustadt (ab 1833 König und ab 1854 Höchst) | Apotheke in Neustadt                                              | Herrschaft Breuberg              | 1602     | 0 |   |
| 0                                                                          | Offenbach                                   | Schwanen-Apotheke (Offenbach am Main)                             | Grafschaft Isenburg              | 1718     | 0 |   |
| 0                                                                          | Gießen                                      | Universitäts-Apotheke                                             | Landgrafschaft Hessen            | 1607     | 0 |   |
|                                                                            | Lich                                        | Hofapotheke Lich                                                  | Grafschaft Solms-Hohensolms-Lich | 1707     | 0 |   |

Bei der Eröffnung der Universität Gießen 1607 wurde auch eine Universitätsapotheke eingerichtet. Der erste Universitätsapotheker Erasmus Muratius nahm dieses Amt bis zu seinem Tode am 23. April 1640 wahr, bevor die Apotheke auf seinen Sohn Philipp überging. Bereits 1643 wurde die Apotheke geschlossen. Ab 1632 ist eine zweite Apotheke von Apotheker Hans Heinrich Dietwein in Gießen dokumentiert. 1636 wurde dies durch Johann Welcke übernommen. Zumindest in der Zeit, in der der landgräflich Hof in Gießen weilte, bestand auch eine Hofapotheke in Gießen.

## Belege
1. ↑  Heß, Fritz (1908). Führer für die 37. Hauptversammlung des Deutschen Apotheker-Vereins in Darmstadt. Herausgegeben vom Ortsausschuß. Darmstadt: L.C. Wittich'sche Hofbuchdruckerei. p. XXI.
2. ↑  Heß, Fritz (1908). Führer für die 37. Hauptversammlung des Deutschen Apotheker-Vereins in Darmstadt. Herausgegeben vom Ortsausschuß. Darmstadt: L.C. Wittich'sche Hofbuchdruckerei. p. XXI.
3. ↑  Reg.Bl. S. 665
4. ↑  RegBl. S. 373
5. ↑  GS S. 123
6. ↑  Jochen Taupitz: Die Standesordnungen der freien Berufe: Geschichtliche Entwicklung, Funktionen, Stellung im Rechtssystem, 2. Auflage, 2012, ISBN 978-3-11-090745-2, S. 339 ff., Digitalisat
7. ↑  Heß, Fritz (1908). Führer für die 37. Hauptversammlung des Deutschen Apotheker-Vereins in Darmstadt. Herausgegeben vom Ortsausschuß. Darmstadt: L.C. Wittich'sche Hofbuchdruckerei. p. XX.
8. ↑  Ramdohr, Paul (1910). Geschichte der Darmstädter Apotheken. Darmstadt: L.C. Wittich'sche Hofbuchdruckerei. p. 39.
9. ↑  Gutmann, Prof. Dr. S. (1967). Deutsche Einhorn-Apotheken 1. Teil. Herausgeber W. Spitzner Ettlingen/Baden. p. 26.
10. ↑  B. von Eberstein: Engel-Apotheke In: Stadtlexikon Darmstadt nach Emanuel August Merck (Hrsg.): Geschichte der Merck’schen Engelapotheke zu Darmstadt. Darmstadt 1905; 300 Jahre Engel-Apotheke 1654-1954. Darmstadt, 1954